# فرانسوا أكوين
فرانسوا أكوين هو سياسي كندي، ولد في 6 مارس 1929 في مونتريال في كندا، وتوفي بنفس المكان في 23 نوفمبر 2017. نشط حزبياً في حزب كيبيك الليبرالي. وقد انتخب عضو الجمعية الوطنية في كيبك ‏ (1966 – 20 نوفمبر 1968).